# Grotte di Sant'Antonio
Le grotte di Sant'Antonio (in ucraino Антонієві печери?, Antonijevi pečery, in russo Антониевы пещеры?, Antonievy peščery) sono delle chiese sotterranee in legno collegate tra loro tramite un sistema di gallerie lungo 315 metri. Esse fanno parte del Monastero della Trinità-Illins'kyj fondato da Antonio di Pečers'k nel 1069 a Černihiv, in Ucraina. Per decreto del Consiglio dei ministri della RSS Ucraina del 24 agosto 1963 n. 970 il sito è diventato monumento architettonico di importanza nazionale.

## Storia
Le grotte di Sant'Antonio furono fondate in qualità di monastero rupestre nel 1069 da Antonio di Pečers'k, personalità di spicco nel mondo ecclesiastico della Rus' di Kiev, e dal principe Svjatoslav II di Kiev. Inizialmente il monastero prese il nome di Bohorodičnyj (monastero della Madre di Dio), e il suo sviluppo proseguì fino all'invasione mongola-tatara del 1239 che provocò la distruzione della città. Nel XVI secolo furono avviati i lavori di restauro del monastero che si protrassero fino al XIX, facendo acquisire alla struttura un aspetto più moderno.

## Descrizione
Le grotte di Sant'Antonio hanno una profondità variabile tra i 2 e i 12 metri e sono costituite da 2 livelli principali. Le condizioni geologiche ne hanno garantito l'ottimo stato, tanto da mostrare prove significative di gallerie antiche e di graffiti tardomedievali. Il livello inferiore, di grande interesse artistico in quanto conservatosi nella sua forma originale, si trova ad est dell'altare della chiesa di Teodosio di Totemskij ed è lungo circa 100 metri. Nel corso dei secoli tale livello è stato adibito sia ad insediamento abitativo che a necropoli, e vi è stata rinvenuta un'antica chiesa sotterranea russa. Abbandonato in passato, non è mai stato restaurato.
L'area delle grotte più massicciamente ristrutturata comprende tre chiese sotterranee rivestite in mattoni, tra cui quella di Teodosio di Totemskij, costruita in stile barocco ucraino e chiesa principale del complesso sotterraneo, nonché la più grande chiesa sotterranea della Riva sinistra ucraina. Le altre due chiese sono quelle di Antonio di Pečers'k e di Nicola di Černihiv, più piccole e dallo stile più semplice. A causa dell'impossibilità di costruire iconostasi in legno per via dell'umidità, le icone furono costruite in metallo.